# Kurarua pedongensis
Kurarua pedongensis är en skalbaggsart som först beskrevs av Heyrovský 1961.  Kurarua pedongensis ingår i släktet Kurarua och familjen långhorningar. Inga underarter finns listade i Catalogue of Life.